# 王明玉
王明玉（1964年10月29日—），男，汉族，辽宁朝阳人，中华人民共和国政治人物。辽宁师范大学生物学系毕业，吉林农业大学农业经济管理专业硕士学位。

## 生平
1984年8月，在辽宁师范大学生物学系学习。1987年6月加入中国共产党。1988年8月参加工作，任辽宁师范大学生物系团委书记、辽宁师范大学生物系学生政治辅导员、辽宁师范大学外事处科长。1993年11月，任辽宁师范大学国际教育文化学院副院长（副处级）、国际文化交流中心总经理。1996年4月，任辽宁师范大学校长助理（正处级）、讲师。1997年9月至2000年12月，在吉林农业大学学习，获农业经济管理学硕士学位。1998年4月，任辽宁师范大学副校长（副厅级）、副研究员。2003年6月，任辽宁中医药大学党委书记（正厅级）、研究员。
2010年8月，任中共朝阳市委副书记、朝阳市人民政府代理市长（2011年1月当选市长）。2013年2月，任中共朝阳市委书记。2013年，当选第十二届全国人民代表大会辽宁地区代表。2014年3月，任中共锦州市委书记。2018年1月31日，当选辽宁省人民政府副省长。2023年1月，当选为辽宁省政协副主席。